# Kristen Nygaard (matematico)
Kristen Nygaard (Oslo, 27 agosto 1926 – Oslo, 10 agosto 2002) è stato un informatico, matematico e politico norvegese, pioniere della programmazione ad oggetti.
Nygaard è internazionalmente riconosciuto come il co-inventore della programmazione orientata ad oggetti e del linguaggio di programmazione Simula assieme a Ole-Johan Dahl negli anni sessanta. Nygaard e Dahl hanno ricevuto nel 2001 il premio A. M. Turing per il loro contributo alle scienze informatiche.